# 山田涼介
山田涼介（日语：／ Yamada Ryōsuke，1993年5月9日—）是東京都出身的日本偶像，經紀公司為星達拓娛樂，是旗下偶像團體Hey! Say! JUMP的一員。

## 簡歷
山田涼介小學5年級時，透過電視節目《Ya-Ya-yah》策劃的考試（2004年8月12日），與森本龍太郎、小野寺一希等一同進入尊尼事務所。
2006年7月1日，他參演首套由日本電視台電視網播映的單發電視劇《偵探學園Q》。同年在「御台場Johnny's Jr.大冒險」中，曾與隸屬Johnny's Jr.的隊伍「KittyJr.」於有限時間內一起演出及出席活動。
2007年4月，他成為了Hey! Say! 7成員，同年9月亦成為了組合Hey! Say! JUMP成員之一。同年11月14日，發行單曲Ultra Music Power正式出道。
2009年6月，山田涼介與Hey! Say! JUMP的知念侑李和中山優馬 w/B.I.SHADOW共同組成期間限定7人組「NYC boys」，並擔任世界排球比賽表演嘉賓和應援者。同年12月31日，NYC boys在紅白歌合戰初次登場，但節目結束後該組合便取消了「期間限定」的設定。
2010年1月，他首次單獨主演電視劇《左眼偵探EYE》，同時也在該劇制作內擔任「隊長」。
2012年，第一次主演時代劇《山田顯義物語》。1月與鈴木京香共同主演NTV電視劇《理想的兒子》。6月Hey！Say！JUMP赴香港、泰國、台灣舉行亞洲巡演。同年赴香港拍攝SP《金田一少年事件簿 香港九龍財寶殺人事件》
2013年1月9日，他以個人名義發行首張單曲《Mystery Virgin》，首週銷售18.9萬張，於1月21日有效週間榜中首次進榜就獲得了冠軍。這是自近藤真彥以來，暌違32年1個月之後史上第2人, 達成10歲世代男個人歌手的首張單曲冠軍的壯舉。1月12日，其主演的《金田一少年之事件簿 香港九龍財寶殺人事件》單發劇版於日本、韓國、香港、台灣、新加坡及北美同步播映。
2014年，主演電視連續劇《金田一少年之事件簿N(neo)》。並在《地獄老師》中客串絕鬼一角。同年出演電影《蚱蜢》（2015年11月7日上映）。
2015年，《暗殺教室》於3月21日全國上映，周末兩天動員人數超過35萬人，票房突破4億日元，空降榜單第一位，最終票房27.7億日元列本土真人電影年度第三位。山田涼介提名第40屆日本報知電影獎新人獎，獲得第39屆日本電影學院獎新人獎。
2016年，《暗殺教室：畢業篇》於3月25日全國上映，周末兩日票房突破6.3億日元，成為本年度真人電影最高成績，最終累計超過35.2億日元，列日本真人電人真電年度第二。2016年1月18日，他初次主演的電影《暗殺教室》獲得日本電影學院獎新人獎。同年5月26日，他再以電影《蚱蜢》飾演擅長用刀的殺手「蟬」一角，奪得「日本電影影評人大賞」新人男優賞。秋季首度挑戰愛情戲，主演富士電視台月9時段的連續劇《該隱與亞伯》，曾一度成為該時段最低的收視率紀錄保持者。
2017年，6月30日參加在美國洛杉磯召開的《第26屆Anime Expo》、7月6日參加在法國巴黎召開的《第18屆Japan Expo》，為12月1日上映的電影《鋼之鍊金術師》宣傳。同年9月23日，主演東野圭吾的小說改編電影《解憂雜貨店》於全國上映，周末兩日票房突破2.1億日元。10月13日台灣上映，周末票房突破1100萬台幣，創下2017年日本真人電影開票記錄。10月25日在六本木舉行東京國際電影節的開幕典禮，鋼之鍊金術師榮幸獲選為開幕電影，不單是該影展首次以動漫改篇電影打頭陣，更是近10年來首次以日本片作為開幕電影。在舞台問候同時公布，鋼之鍊金術師將在包含美國、歐洲在內，全球超過190個國家與地區上映，創下日本電影史上最大發行規模。
2018年，主演NTV電視劇冬季檔《もみ消して冬〜わが家の問題なかったことに〜》。2月12日以作品《解憂雜貨店》、《鋼之鍊金術師》獲選第91回電影旬報十佳獎新人男優賞。
2021年4月，被選為二宮和也開設的YouTube頻道「Jani no Channel」（現改名為Yonino Channel）成員。同年9月15日，開設個人YouTube遊戲實況頻道「LEO's Playground」。
2022年，作為演員、偶像團體成員、YouTuber、明星，在許多不同的領域上，以不同的姿態為大家提供娛樂，一年上4次雜誌anan封面，成為2022年最佳且最受關注的藝人，被表彰為「時代的面孔」，獲得anan AWARD 2022大賞。
2023年，出演日本TBS電視台由少女漫畫改篇電視劇《獻給國王的無名指》，在劇中飾演自視甚高的富二代、婚慶公司社長新田東鄉; 9月29日，参演的電影《BAD LANDS》上映，在片中飾演日本影后安藤櫻異父異母的弟弟，挑戰神經質又狂妄，天不怕地不怕，做事草率不顧後果的狂人弟弟，演技令人刮目相看。 
2024年1月，山田涼介迎接人生三十歲及個人出道10周年的紀念寫真書《Luminous》。寫真書共有2個版本，包括山田涼介30th Premium Box (初回限定版) - 特別編集Private Book手冊，A5尺寸，共48頁；收錄山田涼介未曾公開過的私服與個人用品，窺探私底下的真實生活面貌，另有Luminous (通常版)。寫真書在涼介情有獨鍾的地點之一韓國拍攝記錄，亦紀錄涼介許多「一生一次」的感受。透過攝影師精湛的拍攝技巧，欣賞他自然的笑顏與無瑕的表情，與山田涼介一起旅行的感覺！截至5月31日，在Oricon 2024年上半年男性寫真書中，初回限定版銷量第一名，售出近年8萬本。
5月9日，涼介的31歲生日當天官方宣布，將於7月參演富士電視台電視劇《BILLION×SCHOOL》，入行來首次扮演老師。講述日本最大企業集團的CEO加賀美 零隱藏身分成為學校老師，面對各種問題與學生共同成長的故事。12月17日，發佈將於12月24日發行首支數位單曲〈Switch〉的消息，並同時公開概念影片及照片。12月24日〈Switch〉發行，作為藝術家，同時作為一個人都在不斷成熟的山田所展現的獨一無二的娛樂作品，這是一首傾注了他持續挑戰"新的自我"的強烈決心而精心打造的舞曲，其中異國情調的旋律配上更加進步的細膩歌唱技巧，成就了這樣一首出色的作品。
2025年，山田涼介於情人節當天驚喜宣布將於4月16日推出他的首張個人原創專輯《RED》。這張專輯的名稱不僅僅是一個顏色，更是他對「RED」的驕傲與深厚情感的真實寫照。這是一張精心打造的完整專輯，凝聚了他作為藝術家至今所有的演出經驗與獨特風格，展現了山田涼介無與倫比的娛樂魅力。此外，他也將在4月下旬啟動他的首次個人巡迴演唱會「Ryosuke Yamada LIVE TOUR 2025 RED」，計畫在日本六個城市舉辦共13場精彩演出。首次擔任主持人主持全新音樂綜藝節目<うぶごえ>於2/27(四)24:59在日本電視台開始播出。

## 現時參與組合
- J.J.Express（日语：J.J.Express）（2006年1月 - 2007年1月、僅在THE少年俱樂部（日语：ザ少年倶楽部）及演唱會）
- KittyJr.（日语：ジャニーズJr.解散グループ (2000年以降)#KittyJr.）（2006年7月 - 2007年3月）
- J.J.Express （2007年1月 - 9月）
- Hey! Say! 7（期間限定團體）（2007年4月 - 9月）
- Hey! Say! JUMP（2007年9月 - ）※ 9月21日結成、11月14日出道。
  - Hey! Say! 7（2007年9月 - ）
- NYC boys（2009年6月 - 12月）
- NYC（2010年3月 - 2015年）

企劃組合
- （2005年、僅限雜誌《Myojo（日语：Myojo）》）
- 高木雄也與朋友們（2008年4月18日、僅限音樂電視節目《Music Station》）

## 音樂作品

### 數位單曲
| 數位單曲 | 單曲資料                                                 | 曲目           |
| 1st      | 《Switch》 - 發行日期：2024年12月24日 - 語言：日語、英語 | 曲目 1. Switch |

| 數位單曲 | 單曲資料                                                   | 曲目              |
| 2nd      | 《Snow Moon》 - 發行日期：2025年2月19日 - 語言：日語、英語 | 曲目 1. Snow Moon |

### 專輯
| # | 發行日期      | 專輯名稱 | 發行形態 | 曲目 | 備註                                   |
| - | ------------- | -------- | --- | --- | -------------------------------------- |
| 1 | 2025年4月16日 | RED      | 初回限定盤1【CD+Blu-ray】/ 初回限定盤2 Bonus Track - Mystery Virgin（重新錄製）【CD+DVD】 初回限定盤2【CD+Blu-ray】/ 初回限定盤2【CD+DVD】 通常盤 Deep RED盤 | 曲目 1. RED 2. Please! Please! Please! 3. Bloominʼ 4. CARNIVAL 5. 出ていってよ 6. VELVET 7. HUSTLER 8. Like a flower 9. snow moon 10. No ID 11. INTO YOU 12. SWITCH 初回限定盤1 Bonus Track - アジアの夜（重新錄製） 初回限定盤2 Bonus Track - Mystery Virgin（重新錄製） 通常盤 Bonus Track - SUPER GROOVE | Deep RED盤為Famikura Store限定優先預訂 |

## 音樂現場
| 日期          | 電視台     | 節目名稱      | 採訪影片 |
| SWITCH        | SWITCH     | SWITCH        | SWITCH   |
| ------------- | ---------- | ------------- | -------- |
| 2025年1月11日 | 日本電視台 | WITH MUSIC    |          |
| RED           |            |               |          |
| 2025年4月11日 | 朝日電視台 | MUSIC STATION | [ 9 ]    |

## 演出作品

### 電視劇

#### 連續劇
- 偵探學園Q（連續劇版）（2007年7月3日 - 9月11日，日本電視台）飾 天草流
- 1磅的福音（2008年1月12日 - 3月8日，日本電視台）飾 向田勝己
- 改造老師大作戰（2008年10月11日 - 12月13日，日本電視台）主演・高杉東一
- 左眼偵探EYE（連續劇版）（2010年1月23日 - 3月13日，日本電視台）主演・田中愛之助
- 理想的兒子（2012年1月14日 - 3月17日，日本電視台）主演・鈴木大地
- 金田一少年の事件簿N（neo）（2014年7月19日 - 9月20日，日本電視台）主演・金田一一
- 靈異教師神眉（2014年10月25日/11月29日・12月6日，日本電視台）開場旁白（第3集）、飾 絕鬼（第8、9集）
- 該隱與亞伯（日语：カインとアベル (2016年のテレビドラマ)）（2016年10月17日 - 12月19日，富士電視台）主演・高田優
- 北澤一家〜管好自家事〜（2018年1月13日 - 3月17日，日本電視台）主演・北澤秀作
- 蟬男（日语：セミオトコ）[10]（2019年7月26日 - 9月13日，朝日電視台）主演・蟬君
- 危險的二人 -K2- 池袋署刑事課神崎·黑木（2020年9月11日 - 10月16日，TBS）主演・神崎隆一
- 我的可愛已經快到有效期限!?（2022年4月16日 - 6月11日，朝日電視台）主演・丸谷康介
- 為親愛的我致上殺意（2022年10月5日 - 11月30日，富士電視台）主演・浦島英二[11][12]
- 獻給國王的無名指（2023年4月18日 - 6月20日，TBS）飾 新田東鄉[13]
- BILLION×SCHOOL（2024年7月5日 - 9月13日, 富士電視台）主演・加賀美零[14][15]
- 廢柴經紀人！-我來管理廢柴的藝人-（2025年4月20日 - 6月22日，日本電視台）飾 真田祐士[16]

#### 單發劇
- 偵探學園Q（單發劇版）（2006年7月1日，日本電視台）飾演 天草流
- 老師真偉大！（日语：先生はエライっ!）（2008年4月12日，日本電視台）飾演 群青隼人（主演）
- 古畑中學生（2008年6月14日，富士電視台）飾演 古畑任三郎（主演）
- 24小時電視 「愛心救地球」 （2009年8月29日，日本電視台）飾演 川井優治
- 左眼偵探EYE（單發劇版）（2009年10月3日，日本電視台）飾演 田中愛之助（主演）
- （2012年1月2日，TBS電視台）飾演 山田市之允（山田顕義青年時期）（主演）
- 金田一少年之事件簿 香港九龍財寶殺人事件（2013年1月12日，日本電視台）飾演 金田一一（主演）
- 24小時電視 「愛心救地球」 再見今天的日子（日语：今日の日はさようなら_(テレビドラマ)）（2013年8月24日 - 25日，日本電視台）飾演 原田信夫
- 金田一少年之事件簿 獄門塾殺人事件（2014年1月4日，日本電視台）飾演 金田一一（主演）
- 24小時電視 「愛心救地球」 母親，我沒事（日语：母さん、俺は大丈夫）（2015年8月22日，日本電視台）飾演 佐佐木諒平（主演）
- 北澤一家2019夏〜夏でも寒くて死にそうです〜（2019年6月29日，日本電視台）飾演 北澤秀作（主演）

### 綜藝、音樂節目
- THE少年俱樂部（日语：ザ少年倶楽部）（2004年 - 2008年3月，NHKBS2、BShi）※2008年4月開始為嘉賓演出
- Ya-Ya-yah（日语：Ya-Ya-yah_(テレビ番組)）（BACK）（2004年8月 - 2007年10月，東京電視台）
- MUSIC STATION（朝日電視台）
- 音樂戰士（日本電視台）
- YOU們!（日语：YOUたち!）（2006年10月 - 2007年10月，日本電視台）※準常規演出
- 爆笑100分電視!平成FAMILIES（日语：爆笑100分テレビ!平成ファミリーズ）（2007年10月 - 2008年3月，日本電視台）飾演涼介（次子）※準常規演出
- （2007年10月 - 2008年3月，富士電視台）※準常規演出
- HEY!HEY!HEY!MUSIC CHAMP（2007年9月24日，富士電視台）
- 時空間☆世代BATTLE 昭和×平成 SHOW Hey! Say!（日语：時空間☆世代バトル 昭和×平成 SHOWはHey! Say!）（2008年4月6日 - 2009年3月，日本電視台）※準常規演出
- 百識王（2008年4月 - ，富士電視台）※準常規演出
- SCHOOL革命！（2009年4月5日 - ，日本電視台）
- （2011年4月16日 - 2013年6月30日，東京電視台）※準常規演出
- （2014年10月8日 - ，東京電視台）※和WEST隔週輪流擔任主持
- （2015年7月8日 - 2024年3月，富士電視台）※2014年12月29日、2015年6月10日、2016年12月29日特番
- Hey! Say!JUMP 團體綜藝節目 （2024年6月4日起播放，富士電視台）

### 其他節目
| 年份   | 播放日期 | 播放平台   | 節目名稱         | 備註                |
| 2020年 | 1月23日  | 富士電視台 | VS嵐             |                     |
| 2022年 | 2月4日   | TBS電視台  | A-Studio＋       |                     |
| 2024年 | 1月25日  | 富士電視台 | talk queens      |                     |
| 2025年 | 3月22日  | 日本電視台 | ANOTHER SKY      | 1時間SP (LAS VEGAS) |
| 2025年 | 4月16日  | 富士電視台 | 鬧鐘電視         |                     |
| 2025年 | 4月16日  | TBS電視台  | THE TIME,        |                     |
| 2025年 | 4月16日  | 富士電視台 | 週刊99MUSIC      |                     |
| 2025年 | 4月21日  | 日本放送   | All Night Nippon |                     |
| 2025年 | 5月2日   | 日本電視台 |                  |                     |

### 電影

#### 真人演出
- 暗殺教室（2015年3月21日公映，東寶）飾演 潮田渚（主演）
- GRASSHOPPER（日语：グラスホッパー_(小説)）（2015年11月7日公映，KADOKAWA、松竹）飾演 蟬
- 暗殺教室 -畢業編-（2016年3月25日公映，東寶）飾演 潮田渚（主演）
- 解憂雜貨店（2017年9月23日公映，KADOKAWA、松竹）飾演 敦也（主演）
- 鋼之鍊金術師（2017年12月1日公映，華納兄弟電影）飾演 愛德華·艾力克（主演）
- 記憶屋（日语：記憶屋）（2020年1月17日公映）飾演 吉森遼一（主演）
- 燃燒吧，劍（日语：燃えよ剣）（2020年版）（2021年10月15日公映，東寶、Asmik Ace（日语：アスミック・エース）[18][19][21]）飾演 沖田總司
- 大怪獸的善後處理（2022年2月4日公映，松竹、東映[22]）飾演 （主演）
- 鋼之鍊金術師 完結篇 復仇者斯卡（2022年5月20日公映，華納兄弟電影）飾演 愛德華·艾力克（主演）
- 鋼之鍊金術師 完結篇 最後的鍊成（2022年6月24日公映，華納兄弟電影）飾演 愛德華·艾力克（主演）
- BAD LANDS（2023年9月29日公映，東映、Sony Pictures Entertainment（日语：ソニー・ピクチャーズ エンタテインメント (日本)））飾演 矢代穰（主演）
- Silent Love（日本2024年1月26日公映；台灣2024年6月21日公映，GAGA（日语：ギャガ））飾演 澤田蒼（主演）

#### 聲音演出
- 藍精靈（2011年7月29日（美國）、2011年9月9日（日本）公映）聲演 Clumsy（笨笨／論盡仔／小笨蛋）（主演）

### 舞台劇
- Dream Boys（2006年1月，帝國劇場）飾演的少年時代。
- 瀧澤演舞城（2006年3月7日 - 4月25日，新橋演舞場）
- One!-the history of Tackey-（2006年9月5日 - 9月28日，日生劇場（日语：日生劇場））
- 瀧澤歌舞伎（2010年4月4日 - 5月8日，日生劇場）
- JOHNNYS' World（日语：JOHNNYS' World -ジャニーズ・ワールド-）（2012年11月10日 - 2013年1月27日，帝國劇場）

## 節目主持

### 固定主持
| 年份   | 擂放日期  | 電視台     | 節目名稱     | 合作主持        | 集數 |
| 2025年 | 2月28日－ | 日本電視台 | 《うぶごえ》 | 近藤春菜/syudou | 1集  |

## 書籍

### 雜誌連載
- Myojo「真紅の音 -Think Note-」（2013年 - ，集英社）[23]
- VOCE「BEAUTY DICTIONARY」（2024年11月号 - ，講談社）[24]

### 單行本
- Think Note-真紅の音-（2024年1月30日發布，集英社）[23]

### 寫真集
- Luminous（2024年1月30日發布，集英社）[23] ISBN2 978-4-0879-0146-7

## 音樂錄影帶
| 音樂錄影帶列表  | 音樂錄影帶列表                       | 音樂錄影帶列表 | 音樂錄影帶列表             |
| --------------- | ------------------------------------ | -------------- | -------------------------- |
|                 |                                      |                |                            |
| 日期            | 歌名                                 | 歌手           | 備註                       |
|                 |                                      |                |                            |
| 參與 · 客串     |                                      |                |                            |
| 2005年          | 『青春Amigo』                        | 修二與彰       | 傑尼斯娛樂                 |
| 2006年8月30日   | 『フィーバーとフューチャー』         | GYM            |                            |
| 2006年          | 『Venus（振り付けマニュアル）』      | 瀧與翼         | Avex Music Creative Inc.   |
| 組合 · 個人名義 |                                      |                |                            |
|                 | 「Hey! Say!」                        | Hey! Say! 7    |                            |
| 2007年11月14日  | 「Ultra Music Power」                | Hey! Say! JUMP | J Storm                    |
| 2008年5月21日   | 「Dreams come true」                 | Hey! Say! JUMP |                            |
| 2008年7月23日   | 「Your Seed/冒險騎士」               | Hey! Say! JUMP |                            |
| 2008年10月22日  | 「午夜的影子男孩」                   | Hey! Say! JUMP |                            |
| 2009年7月15日   | 「NYC」                              | NYC boys       |                            |
| 2010年2月24日   | 「眼中的銀幕」                       | Hey! Say! JUMP |                            |
| 2010年4月7日    | 「勇氣100%」                         | NYC            |                            |
| 2010年10月20日  | 「好好遊玩好好學習（）」             | NYC            |                            |
| 2010年12月15日  | 「「謝謝你」～在世界任何一個角落～」 | Hey! Say! JUMP |                            |
| 2011年3月9日    | 「夢想之蛋（）」                     | NYC            |                            |
| 2011年6月29日   | 「OVER」                             | Hey! Say! JUMP |                            |
| 2011年9月21日   | 「Magic Power」                      | Hey! Say! JUMP |                            |
| 2012年2月22日   | 「SUPER DELICATE」                   | Hey! Say! JUMP |                            |
|                 | 「美好邱比特（）」                   | NYC            |                            |
| 2012年5月25日   | 「ハイナ!」                          | NYC            |                            |
| 2013年1月9日    | 「Mystery Virgin」                   | 山田涼介       |                            |
| 2013年1月9日    | 「Moonlight」                        | 山田涼介       |                            |
| 2013年6月26日   | 「Come On A My House」               | Hey! Say! JUMP |                            |
| 2013年12月25日  | 「Ride With Me」                     | Hey! Say! JUMP |                            |
| 2014年2月5日    | 「AinoArika / 盡情去愛的HAPPY LIFE」 | Hey! Say! JUMP |                            |
| 2014年9月3日    | 「Weekender/向明天的YELL」           | Hey! Say! JUMP |                            |
| 2015年4月29日   | 「Chau♯」                            | Hey! Say! JUMP |                            |
| 2015年10月21日  | 「你的Attraction」                   | Hey! Say! JUMP |                            |
| 2016年5月11日   | 「認真SUNSHINE」                     | Hey! Say! JUMP |                            |
| 2016年10月26日  | 「Fantastic Time」                   | Hey! Say! JUMP |                            |
| 2016年12月14日  | 「Give Me Love」                     | Hey! Say! JUMP |                            |
| 2017年2月22日   | 「OVER THE TOP」                     | Hey! Say! JUMP |                            |
| 2024年12月24日  | 「Switch」                           | 山田涼介       |                            |
| 2025年2月12日   | 「Snow Moon」                        | 山田涼介       |                            |
| 2025年3月14日   | 「RED」 （页面存档备份，存于）       | 山田涼介       | 成員有岡大貴參與作曲／編曲 |

## 其他演出
- 東京巨蛋城市亮燈儀式[25]（2009年11月11日）
- 東京鐵塔Winter Fantasy RETROSPECTIVE ILLUMINATION 2023亮燈儀式（2023年12月3日）

## 廣告與代言
- Hudson Soft DECA SPORTA 運動大集錦3D運動 Wii 遊戲（2008年3月11日 - ）
- LOTTE
  - Lotte Ghana 巧克力「suprise」篇、「請帖」篇（2009年11月 - ）
  - Lotte PLUS X Frutio「葡萄」、「檸檬」（2010年3月 - ）
  - Lotte ICE 「羅密歐」篇（2011年6月17日 - ）
- 味之素 CookDo 香濃雞汁調味料（2012年 - 2020年）
- House食品 好侍咖喱（2013年- 2015年）與Hey! Say! JUMP 一同代言
- 高絲 Cosmeport - 與Hey! Say! JUMP 一同代言
  - Softymo 潔面系列（2016年1月 - ）
  - CLEAN TURN 面膜（2016年6月 - ）
  - Suncut 防曬系列（2017年1月 - ）
  - Fortune 頭髮用品系列 - 玫瑰香味洗頭水及護髮素（2017年4月 - ）
  - Lachesca 溫感卸妝啫喱（2019年4月 - ）
  - Fortune 彩妝系列 - Marshmallow Tint Rouge唇膏（2019年12月 - ）
  - Fortune 彩妝系列 - Nuance Gloss唇蜜及Perfect Eraser Oil Clear 妝前乳（2020年4月 - ）
- Baskin-Robbins 31雪糕（2020年 - ）
- 短視頻應用程式「smash.」（2021年5月）與Hey! Say! JUMP 一同代言
- 朝日飲料
  - Mitsuya Cider 三矢蘇打（2021年）與櫻井翔、相葉雅紀、目黒蓮、阿部亮平 一同代言
  - Lemola 碳酸飲品（2022年）與Hey! Say! JUMP 一同代言
  - Clear Asahi 啤酒 （2023年）與二宮和也、中丸雄一、菊池風磨 一同代言
- YBC 山崎餅乾（2022年9月 - ）與Hey! Say! JUMP 一同代言
- 手機遊戲「藍色監獄 BLAZE BATTLE」（2023年 - ）
- Tiffany & Co. (2024年5月29日 - ）品牌摯友
  - The Tiffany Wonder Exhibition開幕派對出席嘉賓（2024年4月11日）
- 樂敦製藥 UV系列 (2025年1月24日 - ）與橋本環奈 一同代言
- ONE PIECE  卡牌遊戲 「同級生對決篇」 (2025年2月20日 - ）與神木隆之介 一同代言
- 媚比琳  裸霧光無瑕氣墊水凝粉餅 (2025年3月17日 - ）

## DVD
| DVD 列表       | DVD 列表                                 | DVD 列表               | DVD 列表 |
| -------------- | ---------------------------------------- | ---------------------- | -------- |
|                |                                          |                        |          |
| 發售日期       | 碟名                                     | 備註                   |          |
| 2006年1月18日  | Venus                                    | 瀧與翼的作品           |          |
| 2006年2月15日  | Endless SHOCK                            | KOICHI DOMOTO的作品    |          |
| 2006年6月28日  | DREAM BOYS                               |                        |          |
| 2006年8月30日  | 2005 concert ～謝謝2005年再見～          | Hideaki Takizawa的作品 |          |
| 2007年7月18日  | 瀧澤演舞城                               |                        |          |
| 2007年11月21日 | TOUR 2007 cartoon KAT-TUN II You         |                        |          |
| 2008年4月30日  |                                          |                        |          |
| 2008年9月3日   | 1磅的福音                                |                        |          |
| 2008年12月3日  | 古畑中學生～古畑任三郎、生涯最初之事件～ |                        |          |
| 2009年3月4日   | 探偵学園Q                                |                        |          |
| 2009年4月22日  | 改造老師大作戰                           |                        |          |
| 2009年4月29日  | Hey! Say! Jump-ing Tour '08-'09          |                        |          |
| 2009年10月28日 | 24小時電視特備劇                         |                        |          |
| 2010年3月17日  | 左眼偵探EYE                              | 單發劇版               |          |
| 2010年5月26日  | 左目偵探EYE                              | 連續劇版               |          |
| 2010年9月15日  | Hey! Say! 2010 TEN JUMP                  |                        |          |
| 2011年1月12日  | SUMMARY 2010                             |                        |          |
| 2012年3月7日   | SUMMARY 2011 in DOME                     |                        |          |
| 2012年11月7日  | JUMP WORLD 2012                          |                        |          |
| 2013年3月13日  | 金田一少年之事件簿 香港九龍財寶殺人事件  |                        |          |
| 2014年1月22日  | 24小時電視 「愛心救地球」                |                        |          |
| 2014年3月26日  | 金田一少年之事件簿 獄門塾殺人事件        |                        |          |
| 2015年3月25日  | 金田一少年の事件簿N（neo）               |                        |          |

## 音樂活動

### 演唱會
| 演唱會列表                                | 演唱會列表                                                          | 演唱會列表 |
| ----------------------------------------- | ------------------------------------------------------------------- | --- |
|                                           |                                                                     | |
| 日期                                      | 演唱會名                                                            | 地點 |
| 2004年12月28日 - 2005年1月10日            | KAT-TUN Live海賊帆                                                  | |
| 2005年3月25日 - 27日                      | Spring 05 Looking KAT-TUN                                           | |
| 2005年3月26日                             | Ya-Ya-yah 春休橫濱體育館演唱會                                      | 橫濱體育館 |
| 2005年5月29日 - 6月26日                   | Looking 05 KAT-TUN                                                  | |
| 2005年7月29日 - 9月4日                    | Johnnys Theater“SダUイMジMェAスRトY 2005”                           | 品川Aqua Stadium Johnnys Theater |
| 2005年8月26日 - 28日                      | Looking KAT-TUN 2005ing                                             | |
| 2006年8月15日 - 26日                      | Johnny's Jr.的大冒險！                                              | Le Meridien Grand Pacific Tokyo |
| 2006年9月30日 - 10月1日                   | you們的音樂大運動會                                                 | 國立代代木第一体育館 |
| 2006年12月17日 - 24日                     | 瀧與翼 Christmas Concert 2006「2wo you 4our you」                   | 橫濱體育館、大阪城Hall |
| 2007年1月2日 - 4日、6日 - 7日             | 2007 謹賀新年 新年快樂 Johnny's Jr.大集合                           | 日本武道館 |
| 2007年2月17日 - 4月15日                   | NEWS Concert Tour 2007                                              | |
| 2007年4月3日 - 6月17日                    | TOUR 2007 cartoon KAT-TUN II You                                    | 日本7個城市28場公演 |
| 2007年8月15日 - 24日                      | Johnny's Jr.的大冒險！@Meridien                                     | Le Meridien Grand Pacific Tokyo |
| 2007年9月23日 - 24日                      | JOHNNYS'Jr. Hey Say 07 in YOKOHAMA ARENA                            | 橫濱體育館 |
| 2007年12月22日                            | Hey! Say! JUMP                                                      | 東京巨蛋 |
| 2008年4月4日 - 5月6日                     | Hey! Say! JUMP SPRING CONCERT 2008                                  | |
| 2008年8月2日 - 8月31日                    | SUMMARY 2008                                                        | |
| 2008年12月20日 - 2009年1月5日             | Hey! Say! Jump-ing Tour '08-'09                                     | |
| 2009年3月21日 - 25日                      | Hey! Say! 7 Spring Concert 2009                                     | |
| 2009年3月31日 - 5月4日                    | Hey! Say! JUMP Spring Concert 2009                                  | |
| 2009年7月23日 - 8月27日                   | Hey! Say! Summer Concert '09 JUMP天国                               | |
| 2009年9月13日                             | Hey!Say!JUMP TENGOKU DOME                                           | 東京巨蛋 |
| 2009年12月19日 - 2010年1月6日             | Hey!Say!JUMP WINTER CONCERT 09-10                                   | |
| 2010年4月2日 - 5月16日                    | Hey! Say! 2010 TEN JUMP                                             | |
| 2010年7月19日 - 8月29日                   | SUMMARY 2010                                                        | |
| 2011年3月28日 - 5月29日                   | Hey! Say! JUMP with NYC SPRING TOUR 2011                            | |
| 2011年8月7日 - 9月11日                    | SUMMARY 2011                                                        | |
| 2011年9月18日、24日、25日                 |                                                                     | |
| 2012年1月2日 - 7日                        | Hey! Say! JUMP New Year Concert 2012                                | |
| 2012年5月3日 - 9日                        | Hey! Say! JUMP ASIA FIRST TOUR 2012 in Japan                        | |
| 2012年5月26日 - 27日                      | Hey! Say! JUMP ASIA FIRST TOUR 2012 in Hong Kong                    | |
| 2012年8月3日 - 5日                        | Hey! Say! JUMP ASIA FIRST TOUR 2012 in Taipei                       | |
| 2013年4月13日 - 8月23日                   | Hey! Say! JUMP                                                      | |
| 2014年5月10日 - 2014年5月11日             | Hey! Say! JUMP Live with Me in Tokyo Dome                           | |
| 2014年8月2日 - 2014年10月13日             | Hey! Say! JUMP Live Tour 「smart」                                  | |
| 2015年7月 - 10月                          | Hey! Say! JUMP LIVE TOUR 2015 Jumping Carnival                      | |
| 2015年12月30日 - 2015年12月31日           | Hey! Say! JUMP COUNTDOWN LIVE 2015-2016 JUMPing CARnival Count Down | |
| 2016年7月28日 - 2016年11月3日             | Hey! Say! JUMP LIVE TOUR 2016 DEAR.（由山田涼介監製）               | |
| 2016年12月30日 - 2017年1月1日             | Hey! Say! JUMP COUNTDOWN LIVE 2016-2017 DEAR.                       | |
| 2018年 12月28日、29日、30日及2019年1月1日 | Hey! Say! JUMP LIVE TOUR SENSE or LOVE                              | - 東京巨蛋（2018年 12月28日、29日、30日及2019年1月1日） - 福岡巨蛋（2019年1月19日、20日） |
| 2019年11月29日 – 2020年1月13日            | Hey! Say! JUMP LIVE TOUR 2019-2020 PARADE（由山田涼介監製）         | - 大阪京瓷巨蛋（2019年11月29日、30日、12月1日） - 名古屋巨蛋（2019年12月20日、21日、22日） - 東京巨蛋（2019年12月28日、29日、30日及2020年1月1日） - 福岡巨蛋（2020年1月11日、12日、13日） |
| 2022年9月3日 – 2022年10月23日             | Hey! Say! JUMP LIVE TOUR 2022 FILMUSIC!                             | 日本7個城市28場公演 - 宮城縣立體育公園綜合體育館（2022年9月3日、4日※） - 北海道真駒內屋內競技場（2022年9月10日※、11日※） - 東京有明體育館（2022年9月17日、18日※、19日※） - 和歌山巨鹼(Big-whale)體育館（2022年10月1日※、2日※） - 熊本產業展示館（2022年10月8日※、9日※） - 新潟朱鷺展覽館（2022年10月15日※、16日※） - 静岡 Ecopa Arena（2022年10月22日※、23日※） ※1日2回公演                |
| 2022年12月17日 – 2023年1月15日            | Hey! Say! JUMP 15th Anniversary LIVE TOUR                           | - 名古屋巨蛋 （2022年12月17日、18日） - 東京巨蛋（2022年12月29日、30日及2023年1月1日） - 大阪京瓷巨蛋（2023年1月7日、8日、9日） - 福岡巨蛋（2023年1月14日、15日） |
| 2023年12月23日 – 2024年1月14日            | Hey! Say! JUMP LIVE TOUR 2023→2024 PULL UP!                         | - 名古屋巨蛋（2023年12月23日、24日） - 東京巨蛋（2023年12月29日、30日、31日及2024年1月1日） - 大阪京瓷巨蛋（2024年1月6日、7日、8日） - 福岡巨蛋（2024年1月13日、14日） |
| 2024年4月10日，5月29日、30日              | WE ARE! Let’s get the party STARTO!!                                | - 東京巨蛋 （2024年4月10日） - 大阪京瓷巨蛋（2024年5月29日、30日） |
| 2024年12月14日 – 2024年2月9日             | Hey! Say! JUMP LIVE TOUR 2024-2025 H⁺（由山田涼介監製）             | - 名古屋巨蛋（2024年12月14日、15日） - 東京巨蛋（2024年12月29日、30日、及2025年1月1日） - 福岡巨蛋（2025年1月11日、12日） - 大阪京瓷巨蛋（2025年2月7日、8日、9日） |
| 2024年12月31日                            | Hey! Say! JUMP Special Live ～ JUMParty 2024-2025（由山田涼介監製） | - 東京巨蛋（2024年12月31日） |
| （預定）2025年4月26日 – 2025年6月22日     | Ryosuke Yamada LIVE TOUR 2025 RED                                   | 日本6個城市13場公演，後追加7場公演，共20場 - 靜岡 Ecopa Arena（（預定）2025年4月26日、27日※） - 大阪城展演廳（（預定）2025年5月1日、2日※） - 宮城縣立體育公園綜合體育館（（預定）2025年5月8日、9日※） - 千葉 LaLa Arena 東京灣（（預定）2025年5月23日、24日※、25日※） - 廣島縣立綜合體育館（（預定）2025年6月14日、15日※） - 福岡海洋展覽館A館（（預定）2025年6月21日、22日※） ※1日2回公演 |

## 獎項
2016年
- 第39回日本電影學院獎 新人俳優賞『暗殺教室』
- 第25回日本電影影評人大獎 新人男優賞『蚱蜢（日语：グラスホッパー_(小説)）』

2017年
- 第91回電影旬報十佳獎 新人男優賞『解憂雜貨店』、『鋼之鍊金術師』

2022年
- anan AWARD 2022 大賞

2024年
- 第17回Oricon上半年「書籍」排行榜2024 BOOK類別「寫真集」男性組第一名

## 相關項目
- 尊尼事務所
- Johnny's Jr.
- KittyJr.
- Hey! Say! 7
- Hey! Say! JUMP
- NYC (偶像團體)

## 外部連結
- Hey! Say! JUMP的藝人資訊頁 （页面存档备份，存于）

- 山田涼介的Instagram帳戶
- 山田涼介的X（前Twitter）
- YouTube上的
- YouTube上的
- 山田涼介的X（前Twitter）
- 山田涼介的TikTok
- 山田涼介在互联网电影资料库（IMDb）上的資料（英文）